# 怨み屋本舗 (テレビドラマ)
本項目『怨み屋本舗 (テレビドラマ)』では、栗原正尚の漫画『怨み屋本舗』シリーズを原作とするテレビドラマ各作品について記述する。記述する作品は以下の通りで、状況に応じて括弧内の略号も用いる。
- テレビシリーズ
  - 怨み屋本舗（TV1）
  - 怨み屋本舗REBOOT（REBOOT）
- テレビスペシャル
  - 怨み屋本舗スペシャル 家族の闇 モンスター・ファミリー（SP1）
  - 怨み屋本舗スペシャル2 マインドコントロールの罠（SP2）

## 概要
テレビ東京系列にて、木下あゆ美主演でテレビドラマ化。金曜スポパラ内ドラマ24の第4シリーズとしてテレビシリーズ第1作『怨み屋本舗』が2006年7月14日より9月29日にかけて放送された。
また、2008年1月6日には『怨み屋本舗スペシャル 家族の闇 モンスター・ファミリー』が放送された。スペシャルの放送に先駆け、関東地区のみ4日連続（2008年1月2日〜5日深夜、1日の放送で2〜4話ずつ）で第1作の再放送を実施した。
2009年1月7日には水曜ミステリー9特別企画として『怨み屋本舗スペシャル2 マインドコントロールの罠』が放送され、エンディングにて同年夏より新シリーズを放送することが発表された。
2009年7月3日より9月25日まで、ドラマ24の第16シリーズとしてテレビシリーズ第2作『怨み屋本舗 REBOOT』が放送された。第1作は1話完結（11・12話を除く）であったが、『REBOOT』では1つのエピソードを前・後編の2話に分けて放送していた。
なお、登場人物などの設定は原作と一部異なる。

## 登場人物
登場人物の設定については、怨み屋の本名や過去が明かされず、先代や支店の存在にも言及されていなかったり、シュウや里奈の初登場が原作よりも早いなど、原作と異なる部分が多々ある。また、第1シリーズ第4話のバーテンダー役、『REBOOT』第11話の警察官役で原作者・栗原正尚が特別出演している。

### 怨み屋本舗工作員
怨み屋
演：木下あゆ美
復讐代行業を営む謎の美女。普段は黒のロングヘアのかつらを付けて変装しているが、状況に応じて素の茶色のショートヘアに戻す。都内高級ホテルのスイートルームを延泊し続けている。蒼い蝶の標本のコレクションを大切にしている。
愛車は第1作と『スペシャル』ではシトロエン・C3プルリエル、『スペシャル2』ではフィアット・500、『REBOOT』ではプジョー・207cc。
情報屋（初代）
演：寺島進（TV1〜SP2）
怨み屋のビジネスパートナー。秋葉原に「ホキマ情報研究所」という事務所を構え、ありとあらゆる情報を入手する。ペットはパグのリンダ。
悪を自称する怨み屋のパートナーでありながら、快楽殺人を笑い話にする竹内コウ達に激怒したり、最終話で里奈に「何があっても振り返るな。ちゃんとした大人になれ。」と言ったりと、とても正義感が強い。
『スペシャル』と『スペシャル2』では船の中に、『REBOOT』では新大久保に事務所を移転している。『スペシャル』において本名が獅堂 詠示であることを春日に暴かれる。
『REBOOT』での所在は不明で、仕事を引き継いだ2代目情報屋も把握していない。
情報屋（2代目）
演：加藤雅也（REBOOT）
初代から仕事を引き継いだ新たな情報屋。自称「世界一の情報屋」。初代同様に正義感が強い。
いつでもタバコを吸える場所に居たいという理由から滅多に外出はしない（怨み屋曰く「引きこもり」）ほどの超ヘビースモーカーであったが、『REBOOT』第7話で依頼料の大幅減額の条件として怨み屋によって半強制的に禁煙させられ、以後は火の点いていないタバコを銜えているようになる。
12年前、世界放浪の旅から帰国した時には家族全員が亡くなっており、行き場をなくしたところを荒川区の大衆食堂の主人である峰島に救われ、住み込みで働いていた。
シュウ
演：竹財輝之助（TV1〜SP1）、小野健斗（SP2〜REBOOT）
怨み屋の工作員。熟女専門のホスト。愛車はアウディ・TT（SP2）。
ドラマでは怨み屋の実弟という設定ではなく、工作員の一人に過ぎない。シュウという名前が本名なのか源氏名なのかも不明。
十二月田猛臣（しわすだ たけおみ）
演：前田健
驚異の身体能力を誇るオタク。その特異な能力を買われ、怨み屋の工作員となる。情報屋をマクロイン王国での上官、怨み屋をその婚約者だと思い込んでいる。
第1作では情報屋の隣室に住んでいた。また、REBOOTではオタク仲間が5人いて広場でオタ芸を踊っていた。
杉河里奈（すぎかわ りな）
演：葵
17歳（REBOOTでは20歳）。第1作で依頼者として怨み屋と出会い、その後は工作員として働くことで依頼料を返済している。『スペシャル2』で引き受けた仕事で依頼料を完済し、『REBOOT』では高校を卒業して花屋で働いていたが、自らの意思で再び工作員としての仕事を受けることになった。
ドラマでは登場が原作よりも早く、早い時期に工作員になっている。また、借金総額が500万円ではなく300万円となっている。
家族は母親がいるが別居している。
工作員として働く中、親友の青山美香を失い里奈自身も犯人の長谷矢を怨み長谷矢の殺害に協力をした。この件もあって工作員の中でも怨み屋を慕っており、無印の最終話では怨み屋が姿を消したことを寂しがったり、REBOOT最終話で他の工作員が怨み屋を悪魔と言い表す中「たまには優しい時もある。」と意見した。
水科マキ（みずしな マキ）
演：夏目ナナ（REBOOT）
以前に怨み屋へ依頼をしたことがあり、その依頼料の残金の支払いのために、普段は西銀座のナイトクラブ「エゴイスト」のママとして働いており、必要に応じて怨み屋の工作員としての仕事も行う。
女であることを武器にして仕事の為なら標的との性行為も厭わない。男を手玉に取ることに天性の才能がある。本人は工作員の仕事をストレス発散と考えており、怨み屋の仕事とは別に、男から虐げられている女性からの依頼も無償で引き受け、自らの報酬は女性への慰謝料とともに男から搾取している。
モデルはおそらく原作のREBOOTから登場した横浜支店工作員の曽武川 由香であると思われる。

### 警察関係者
寄木聡（やどろぎ さとし）
演：きたろう
渋谷南署の刑事。階級は警部。事件の陰に暗躍する怨み屋の影に気付き、その正体を追う。第8話で五反野進を暴行した3人組が事件を自供した際の言動から若干傲慢なところもあるが刑事としては模範的かつ誠実な人物で、『TV1』最終話では怨み屋から「この世のどこに正義があるのか？」と侮られた際や、『REBOOT』第0話では査問委員を担当する警察幹部から「くだらない正義は捨てろ」と問われた際に、「この世に正義はある」と断言してみせるなど、根は曲がった事や理に反する事を嫌う直向な心の持ち主。
『TV1』最終話では、部下の野田を正当防衛で殺害してしまったことにより、野田の母・文枝の逆怨みを買い、怨み屋に寄木の抹殺を依頼されてしまう。
『スペシャルI』では白川家に怨み屋のことを追求した際タカヒコの爆弾で多量のガラスと共に吹き飛ばされるが生還し、包帯だらけで車椅子の状態でもまだ怨み屋を追い続けており春日から気遣われていた。『スペシャルII』では傷は完治して聖美を殺害した桐生を逮捕する。
『REBOOT』第0話での査問会の後に轢き逃げに遭い、一時意識不明の重体となっていたが回復し、つくばセントラル病院に入院していた。最終話では、完治してはいないが杖を使えば歩行ができるくらいに回復し退院し、その後も怨み屋を追い続けるというラストシーンだった。
テレビスペシャル1のDVD特典では、死亡した野田のことを「俺を怨んでいるか？」と語りかける描写が追加され、白川家の中で怨み屋のことを白川一家3人追及する途中に中にあったタカヒコの爆弾によって白川一家3人と共に爆死した。このことで怨み屋は文枝の依頼を回想しており、文枝の依頼により実質的殺害である模様である。ラストシーンでは警察署内で寄木の遺影が描写された。
野田修一（のだ しゅういち）
演：マイク・ハン（TV1）
寄木の部下で階級は巡査。エリート志向で出世欲が強いが、1話で味山や第9話で部下を売った長谷矢に激怒していることから正義感は強い模様。
恋人商法に騙され貢いだ事で借金があり、情報屋に第11話の対象者である竜ヶ崎寅男（後述）が担当した事件調書を横流ししていた。
最終話にて宮野警視正にそそのかされ、寄木を殺害しようとするが反撃に遭い死亡。享年28歳。
春日隼人（かすが はやと）
演：窪塚俊介（SP1〜SP2）
寄木の部下で階級は巡査。ギャンブルにより借金があり情報屋に捜査情報を提供していた。情報屋の本名を調べ上げるなど調査能力は高い。
『スペシャル2』で情報屋を公文書偽造容疑で逮捕しようとするが怨み屋に接触し、最低年収5,000万円を保証するという誘いに乗った。聖福教の闇献金リストを手に入れるため、フリージャーナリスト・渡辺誠の愛人である篠原彩を自殺を装い殺害した。そのリストの対価に怨み屋や情報屋に1億円を要求したため、怨み屋の策略により聖福教暗殺者・アイスクリスタルと相討ちとなり死亡する。享年26歳。
婦人警官
演：立花彩野（TV1）
渋谷南署の婦人警官。名前は不明。

### 東京ベイテレビ関係者
いずれも『REBOOT』で登場。
星影静香（ほしかげ しずか）
演：長谷部瞳（幼少期：柴田杏花）
24歳。東京ベイテレビ報道局記者。山梨県出身。ニュースショーの視聴率テコ入れのために、アナウンス部門から異動してきた新人記者。正義感が強いがその想いはデスクの城島に全く取り合ってもらえず、不本意な取材や編集を強要され自己の倫理観と報道の現実の間で思い悩んでいる。
幼少の頃に強盗に遭い、押し入れに隠れていたところ自分の母親（演：麻田真夕）が強盗（久我山）に暴行されるのを見てしまう。数日後に母親が自殺。そのことを思い出さないよう封印していたが、最終回にて依頼を装い呼び出した怨み屋から、その当時のことを知らされる。
怨み屋達の様々な策略に翻弄され、最後は久我山を生放送中に殺害してしまい逮捕されるも、その際の顔は安らかなものであった。その後の寄木との取調べの際には、寄木に「罪を憎んで人を憎まずなんてただの綺麗事」と以前までの主張を翻した上で「あなたの心の中にも、怨み屋はいますよ」と話している。
父親の和夫は静香の母親のことで心を病んでいたようだが、第6話での彼の描写はない。
城島進一（じょうじま しんいち）
演：田中哲司
41歳。東京ベイテレビ報道局デスク。世田谷区在住。既婚で3人の娘がいる。「どんな事件でも視聴者が喜ぶような商品に仕立てるのがテレビ報道」という歪んだ信条を抱いており、仕事に対する姿勢は非常に強引かつ自己中心的で、事件の被害者のことなど省みず、無茶な取材や事実を歪曲した番組編集を行うことも厭わない上に、それによって被害者やその家族などが傷つく様を目の当たりにしても一切悪びれもせず、怨み屋が後述の誤認取材の被害者に城島の実質的殺害を勧めるほど。
最終回にて、怨み屋の策略によって唆され、久我山と遺族である奈良崎による生討論番組を放送し、更に視聴率を取るために久我山の別事件での遺族である星影をも利用しようと目論んだが、生放送中に星影が久我山を殺害するという前代未聞かつ重大な放送事故を引き起こしてしまい、（視聴率こそ48%を超えたが）上層部より全責任を押し付けられる形で懲戒免職となって報道業界から永久追放となり、職・地位・社会的名誉を一挙に失う。その上、情報屋（2代目）によって個人情報を流出させられ、世間からは「殺人を予見しながら生放送した人でなし」「殺人テレビの城島」等のレッテルや二つ名を付けられ、家族にも見放され、街では道行く度に人々から後ろ指を指され続けるという生き地獄を味わう事となった。
大川（おおかわ）
演：斉木しげる
東京ベイテレビ報道局部長。
久我山の顔と名前を全面に出す城島案に当初は反対するも、民放視聴率トップに気を良くして久我山を視聴率稼ぎに利用するも、局員の星影が久我山を殺害する一部始終を生放送してしまう前代未聞の事態に愕然としてしまう。後日、城島に責任を押し付け突き放した。
オカムラ
演：多門勝
東京ベイテレビ報道局記者。城島同様、性格が悪く被害者のことを省みない。
タキタ
演：長尾長幸
東京ベイテレビカメラマン。

### 依頼者と復讐の対象者（TV1）
依頼者と対象者の図は後述のサブタイトルを参照。
伊藤（いとう）
演：笹野高史
第1話の依頼者。名前は不明。味山に娘を保険金目当てで殺された復讐を怨み屋に依頼した。報酬は5,000万円。
依頼遂行後、うれしい気持ちもありつつも複雑な気持ちだった。
味山雄大（あじやま ゆうだい）
演：うじきつよし
第1話の対象者。48歳。「〜だよね」と人を軽蔑した口調が口癖。伊藤の娘の夫だが、妻を保険金目当てで殺した。過去に2人の妻も保険金目当てで殺している。
怨み屋の差し金で味山を襲った『殺され屋』の御法川慶太にはめられて逮捕され、今までの保険金殺人も公になった。怨み屋のことを話すが信じてもらえなかった。原作では名前とキャラは違うがほぼ同じ話が書かれている。
明美（あけみ）
演：池田実香
第2話の依頼者。苗字は不明。社長夫人。社長である夫が家を空けることが多く、寂しさを紛らわす為にホストクラブに行き、火遊びのつもりで三郷と肉体関係を持ってしまった事で三郷により盗撮されたDVDをネタに脅され、金を巻き上げられた。精神的に限界を達し、怨み屋に三郷の社会的抹殺を依頼した。報酬は500万円。
依頼遂行後、少し後悔する様子だった。
三郷一郎（みさと いちろう）
演：海老澤健次
第2話の対象者。24歳。ホストだが、裏の顔は借金まみれで卑劣であり、酔った女をホテルに連れ込み、性行為したところを盗撮して脅し、金を巻き上げていた。
潜入したシュウが彼が勤めたホストクラブでトップになり、金を盗もうとしたがばれて解雇される。その後怨み屋の策略でホストクラブに就職できないようにさせられる。
怨み屋の誘導により睡眠薬入りカクテルを飲まされ、人身売買も行っている近藤一派に捕まり、「海外での人材派遣」と称し、アジアの男色家にその身を売るか南米で臓器を売買するかのどちらかを選ぶか迫られた。その後はどちらを選んだかは不明だが、最終的に近藤一派によって海外へと売り飛ばされていった模様。
松沢恵美子（まつざわ えみこ）
演：渡瀬美遊
第3話の依頼者。マンションの402号室に住む主婦。マンションの隣に住む佐知代からゴミの中身をチェックされたり新聞受けに犬のフンを入れられたりと嫌がらせをされて、復讐を怨み屋に依頼する。報酬は100万円だったが30万円に減額された。
佐知代（さちよ）
演：片桐はいり
第3話の対象者。苗字は不明。マンションの403号室に住む未亡人で、マンション副理事。イギリス在住の兄がいる。
自分たちが苦労して購入したマンションを、隣の松沢夫婦が中古で安く手に入れたことへの逆怨みで恵美子に嫌がらせをするが、最後には怨み屋の策で自分が行なった嫌がらせが恵美子や同じマンションに住む主婦達にバレて居づらくなり、その後、引っ越した模様。
杉河正志（すぎかわ まさし）
演：廣川三憲
第3話の対象者。里奈の義父だが、妻（里奈の母親）の目を盗んで里奈に性的暴行を行っている。
怨み屋により同性愛を求む男（演：TAJIRI）に襲われ犯されてしまうが、それがきっかけで自身も同性愛に目覚めてしまい、最後は離婚届と「女に興味の持てない体になりました」という置手紙を置いて、男と2人仲良くどこかへ去って行った。
佐倉真治（さくら しんじ）
演：松田悟志
第4話の依頼者。竹内達に誘拐され強姦されて糞尿を食わせられる等凌辱された挙句、殺害された妻・杏子の仇討ちのため怨み屋に3人の実質的殺害を依頼した。報酬は1,000万円*3人分
竹内コウ（たけうち コウ）、大石ハルオ（おおいし ハルオ）、松本ヒデオ（まつもと ヒデオ）
演：落合扶樹、黒木啓嗣、宮田直樹
第4話の対象者。18歳の3人組で快楽のために暴威を奮う狂人グループ。リーダーの竹内は特に凶暴で「〜しねえとぶっ殺すぞ」が口癖で、中学時代は傷害事件を起こしたことがある。狂人同士が組んだだけのグループの為、3人の信頼関係は皆無である。野田の話では杏子に強姦だけではなく自身の糞尿を食わせており寄木は「家畜以下」と怒りを露わにした。
竹内は怨み屋の指示を受けた里奈により渋谷中に殺人の噂を広められてしまい、大石と松本は弁護士に変装した怨み屋と情報屋から「竹内が司法取引で2人を売った」と告げられる。竹内は里奈を捕らえて尋問するが、怨み屋に誘導された大石と松本が現れた際に「あの2人に頼まれた」という里奈の機転にも騙されたことで、最後は3人でナイフを使った殺し合いを繰り広げた末、相打ちとなる形で全員死亡した。　原作でもほぼ同じキャラが登場する。
漆原正太郎（うるしばら しょうたろう）
演：黒田勇樹
第5話の依頼者。ヒーロー番組『電脳探偵K』を演じる若手俳優。ストーカーの下北にスタンガンで襲われ、強姦される。下北に追われてストーカー行為をされたため怨み屋に助けを求める。報酬は200万円。依頼遂行後、ドラマの話がなくなり、残金の支払いを渋っていたが、17歳の少女と淫行しており、怨み屋に写真を見せつけられ、支払った。第11話に一日警察署長として再登場を果たす。
原作では作者がモデルと思われる漫画家であるが設定は全体的に異なる。
下北リカコ（しもきた リカコ）
演：小林きな子
第5話の対象者。27歳。羽黒区役所住民戸籍課職員。自分をマクロイン王国の王女と思い込む変人で、戸籍課の知識を悪用して漆原をストーキングする。シュウがナンパしても避けており、彼をがっかりさせていた。十二月田が情報屋の電話で前世が夫婦だと思い込まされて追われる。
最後に怨み屋により住基ネットを悪用した嫌がらせが発覚し、役所を辞めて田舎に帰るが、十二月田に地の果てまで追われる羽目になる。原作でもほぼ同じ立ち位置で登場する。
南条ミユキ（なんじょう ミユキ）
演：鈴木砂羽
第6話の依頼者。強欲な性格で保険金目当てに自身の夫を田之島に殺害させ、更に田之島まで保険金目当てで殺そうとする。
復讐すると偽り怨み屋に田之島の殺害を依頼したが、嘘を見抜かれてしまったことで、怨み屋に誘導された田之島に襲われた末に刺され、怨み屋が誘導したことに気づいたためか寄木に「怨み屋」という言葉を残して死亡。
田之島アキラ（たのしま アキラ）
演：浅野和之
第6話の対象者。南条と共犯で南条の夫を殺害したが、怨み屋の誘導で南条の本性を知り、彼女を殺害。寄木と野田に殺人の現行犯で逮捕された。
榊原美帆（さかきばら みほ）
演：鈴木蘭々
第7話の依頼者。妊娠しており、恋人の赤沼真介と一緒に役所で婚姻届けを出したが、真介の戸籍に道子が勝手に入れられて受け付けられず、それで父親が激怒し結婚が破談に。その後、真介を室田に殺されて、怨み屋に赤沼道子（旧姓：久我山）と室田の社会的抹殺を依頼する。報酬は調査費300万円＋2人の社会的抹殺600万円。
依頼遂行後、「踏み台人生する人間に子供を産む資格はない」と言いつつも「2人の罪が暴かれてもやりきれない」とも語っていた。
赤沼道子（旧姓：久我山）（あかぬま みちこ）
演：秋桜子
第7話の対象者。32歳。父親は市役所に勤め、母親は保険外交員。自身はアンケート調査員で真介や前の夫の個人情報を使い、勝手に自分を妻名義に戸籍偽造する。
踏み台人生のために榊原の恋人・真介を室田と共に殺害した。怨み屋の策にはまり室田に暴行を受けて、彼を刺そうとするも、逆に刺され病院に運ばれ、同時に逮捕される。その後、刺された傷が元で一生子供が産めない体となる。「金で結びついていたため、脆い絆だ」と怨み屋に言われた。
室田久夫（むろた ひさお）
演：三浦誠己
第7話の対象者。26歳。道子との共犯で真介を殺している（殺害実行役）。道子が得た金をギャンブルに使う。
真介の兄と偽った情報屋から道子に命を狙われていると騙され、彼女を暴行後、刺して逮捕された。その際隣の住民達に見られて焦り「料理中に手が滑った」と嘘を主張した。
五反野進（ごたんの すすむ）
演：柄本佑
第8話の依頼者。23歳。田舎から上京した会社員。
大野に騙されて高級品を買わされ、借金を背負わされた。報酬は60万円。
怨み屋の指示通りにワザと大野の同級生から暴行を受けるが、彼らから損害賠償や慰謝料を、更には帰宅途中であったことから休業補償や労災を手に入れ、大野に負わされた借金と依頼金を完済した。事件後は故郷に戻るが、その際に「怨み屋さんは僕が東京で出会った人で一番良い人でした」と怨み屋に告げ、その言葉に怨み屋は動揺した。
大野弥生（おおの やよい）
演：大谷允保
第8話の対象者。22歳。城英大学文学部の大学生。大西レイという偽名を使い、他人を騙して金を稼ぐ女。
弱気で泣き虫な女を装っているが本性は凶暴な性格の拝金主義者。その一方で世渡りはうまく、教授に取り入って官公庁の外郭団体への就職が内定していた。野田のことも騙している。
後半で怨み屋の仕掛けた罠とも知らずに、大学の同級生3人に五反野への暴行を唆した結果、それが原因で暴行事件の黒幕として周囲から悪い噂が囁かれる事となり、さらに十二月田が仕掛けた裏工作によって、外郭団体への内定も取り消されると同時に、教授からも見捨てられ、大学内における面目や居場所を失う。その後、十二月田から一連の策略を暴露されすべてを知ると激怒し、本性を露わにしながら十二月田を殺そうと包丁を持って追い回していたところを運悪く寄木と野田に遭遇。殺人未遂の現行犯で逮捕され、完全に破滅した。
青山智彦、青山映子（あおやま ともひこ、あおやま えいこ）
演：下條アトム、渡辺典子
第9話の依頼者。美香の仇討ちを依頼する。報酬は800万円。
映子は娘の死のショックで長谷矢への怨みで発狂してしまい、後に心の病で人を殺しても罪にならない免許をもらい、長谷矢を殺害した。最後は殺人の現行犯で警察に逮捕され、精神鑑定を受ける模様だが、その後の処遇は不明。
青山美香（あおやま みか）
演：花澤香菜
智彦と映子の娘で里奈の親友。盲腸の手術の医療ミスで死亡。
長谷矢透（はせや とおる）
演：堀部圭亮
第9話の対象者。長谷矢総合病院の医師で39歳。
元々は医師自体に興味がなく、金儲けができることで医師になった。美香が自身の指示ミスで危篤に陥り、携帯電話に連絡が入るが、恋人さつきとのプレイを優先し無視。理事長の座を狙っていた。稔の逮捕は同僚の泉田の仕業と思い込み、泉田を殺害した直後、映子にアイスピックで滅多刺しにされ助けを求めながら無残に殺害された。
長谷矢稔（はせや みのる）
演：上田耕一
第9話の対象者。透の叔父で同病院の理事長、59歳。
透の医療ミスを隠蔽するために泉田医師に金を渡し、全ての罪を中沢看護師に擦り付ける。怨み屋により透が盗み隠していた裏帳簿を警察に送られ横領で逮捕され、透の仕業だと考え透が青山美香の他に過去にも3人医療ミスで殺した事を警察に明かす。
内藤喜世子（ないとう きよこ）
演：宮崎ますみ
第10話の依頼者。夫を恐喝し自殺に追い込んだ竜ヶ崎の実質的殺害を依頼する。報酬は1,000万円。
依頼遂行後、怨み屋から「私のことを人に漏らせばあなたと娘さんの命はない」と箝口令を敷かれ、喜世子は「口は災いの元」「誰にも話しません」と約束した。第11話の冒頭で、寄木に怨み屋の事を訊かれるが自分自身や娘を守る為「そんな人知りません」と沈黙を守り通した。
竜ヶ崎 寅男（りゅうがさき とらお）
演：不破万作
第10話の対象者。元刑事という立場を利用して前科者20人を恐喝する。恐喝で巻き上げた金をギャンブルに使っていた。
怨み屋が飲ませた睡眠薬の効果を自力で受け流すという執念を持つ。自分の殺害を依頼したのが喜世子であると睨み乱暴しようとするが、ガス会社社員を装ったシュウの妨害により未遂に終わる。最後は怨み屋を直接殺そうとするが返り討ちに遭い死亡した。
寄木の話によれば昔は良い刑事だったようだが、卑劣な性格に歪んだのか、最初から前科者を恐喝する計画を立てていたのかは不明。退職の理由は亀の餌を万引きしたことが理由だが、万引きの動機も不明である。原作でもほぼ同じ立ち位置のキャラが登場する
吉村順蔵（よしむら じゅんぞう）
演：左右田一平
第11、12話の依頼者。妻の珠子を権藤にひき逃げで殺され、権力で揉み消そうとする権藤の社会的抹殺を依頼する。報酬は500万円で先払いした。
権藤のひき逃げ疑惑の報道後、権藤の命令を受けた宮野警視正や田沼警視により拉致監禁されたが、情報屋たちにより救出された。
権藤 徳男（ごんどう のりお）
演：寺田農
第11、12話の対象者。東大法学部卒の警視庁警視監。だが正体は冷酷非道で自己中心的な男。一般市民を「クズ」と言い放ち、その上SMクラブに通うドMな変態でもある。
自分の権力を利用してひき逃げを揉み消そうと目論むが、怨み屋により世間にばらされる。更に、ひき逃げの時に居合わせた愛人・高森はづきを薬物中毒死を装って殺害、ひき逃げ揉み消しに協力した宮野警視正と田沼警視をナイフで刺殺した。さらに目撃者の順蔵や十二月田を捕らえて、怨み屋と一緒に殺害しようとした。
最終的には宮野と田沼の殺害映像と変態映像をメディアに流された挙句、寄木に業務上過失致死及び殺人容疑で逮捕された。
野田文枝（のだ ふみえ）
演：原知佐子
12話の依頼者。野田修一の母親。正当防衛で息子が寄木に殺害されたことで寄木を怨み、ラストシーンにて怨み屋に寄木の抹殺を依頼する（社会的抹殺か実質的殺害かは不明）。それ以降の登場は無く状況は不明。寄木は『REBOOT』の0話にて轢き逃げに遭い重傷を負うが依頼によるものかどうかは不明。

### 依頼者と復讐の対象者（スペシャル・スペシャル2）
坂下守（さかした まもる）
演：吹越満
SP1の依頼者。
息子の拓実を自動車内の熱中症により亡くす。葬儀後、怨み屋からの電話で「奥さん（妻のミドリ）が息子さん（拓実）に500万円の保険金を掛けていた」ことを教えられ、息子が妻によって事故に見せかけて殺されたと知る。ミドリの実質的殺害（報酬800万円）と息子の殺害の共犯であるユウヤの社会的抹殺（報酬は拓実の死亡保険金500万円）を怨み屋に依頼。
最終的に自らの手でミドリを殺害するが、恨みは晴らしても哄笑し続けていった。その後はどうなったか不明だが、警察に殺人容疑として逮捕された模様。
坂下ミドリ（さかした ミドリ）
演：馬渕英俚可
SP1の対象者。27歳。
パチンコ中毒の上に金に執着しており、自分にとって邪魔な存在である息子の拓実を風邪薬入りのジュースを飲ませて眠らせ、車の中に置き去りにして、熱中症による事故死に見せかけて殺害。
留置中に夫に離婚届を送り、釈放後は手に入れた500万円の保険金と愛人のユウヤと共に新しい生活を送ろうとするが、釈放直後はユウヤと一緒にホテルにいたところ、ホテルの従業員を装った里奈から睡眠薬入りのルームサービスの飲み物を渡され眠りこんでしまう。その後、怨み屋によりパチンコ玉製造工場に監禁され、900℃にまで熱されたパチンコ玉を元夫の守の手で浴びされ続けて焼死。なお、遺体の描写は大久保の取り調べの回想シーンで鮮明に描写されている。
大久保ユウヤ（おおくぼ ユウヤ）
演：相葉弘樹
SP1の対象者。22歳。ミドリの愛人のフリーター。ミドリが留置場にいる間、シュウの教育でホストになる。
金にしか目がなく、ミドリのことも愛しておらず、ミドリが亡くなっても金を独り占めできるということで悲しんだりはしなかった。守から「息子の死因を知っていてノウノウとしているから同罪」という理由で、怨み屋に社会的抹殺を依頼され、最終的にはシュウから譲渡された車をタカヒコ殺害に利用されたことで逮捕された。寄木はその取り調べの場でユウヤが怨み屋にはめられたことに気付いているが、その後の状況は不明。
白川由紀（しらかわ ゆき）
演：三浦理恵子
SP1の依頼者かつ対象者。白川家の長女かつ美咲の母で、白川病院現院長。
エリート意識が強いが、独善ぶりや気性の荒さなどの性格の歪み具合は弟のタカヒコと大差なく、父・幸一郎により根性焼きといった虐待を交えた英才教育を施されたことから医者以外の生き方を認めておらず、娘の美咲に対しても自身が受けたのと同じ行為を行い、実母のタエ（演：島かおり）の事も「エリートでない元看護婦」ということから家政婦扱いしている。
タカヒコが父親の幸一郎を殺害したことを知り、世間体を守るべく、怨み屋にタカヒコの実質的殺害を依頼。報酬は1,500万円。タカヒコ殺害後は母のタエの殺害も依頼しようとするが、それよりも先に怨み屋は娘の美咲からタエ以外の家族の殺害を依頼されていたため、タカヒコが作った爆弾により白川邸ごと爆破され、夫の義雄や妹の亜紀と共に死亡した事が翌日の新聞で報じられた。
白川美咲（しらかわ みさき）
演：美山加恋
SP1の依頼者。10歳。義雄と由紀の娘。由紀から虐待を交えた英才教育を施される。
自身の将来と唯一の味方である祖母のタエを守りたい一心から、タエのお金で怨み屋に両親と叔母の殺害を依頼した。報酬は1,000万円*3人分。依頼遂行後、心を閉ざしながらタエと一緒に田舎暮らしを始める様に何処へと夜逃げして行った。
なお、爆破した自宅が燃えている時に「みんな、燃えちゃえ…」と言っていた。
白川タカヒコ（しらかわ タカヒコ）
演：カンニング竹山
SP1の対象者。白川家の長男。排他的かつ独善的な性格を持つ変態で、常にモデルガンを持ち歩き、闇サイトを使って爆弾を制作するなどミリタリーマニアの側面が強い。
姉の由紀同様に父・幸一郎から虐待を交えた英才教育を施されるが、4年前に医師国家試験に落ちたことが元で、自室に引きこもるようになった。幸一郎に叱られた際に宝物のフィギュアを壊されたことから、逆ギレして幸一郎に襲いかかり、階段まで追い詰めた拍子に転落死させてしまうが、それを悪びれる事なく、幸一郎の財布からクレジットカードを抜きだし、1000万円以上を散財した。数か月後、金銭トラブルで家族全員に自分が幸一郎を突き落とした事を明かす。さらに、世間体に拘る家族の弱みを利用して独善的な態度はますます増長していくが、痺れを切らした由紀により依頼された怨み屋達の策略で外出させられた際に、交通事故で電柱に頭蓋をぶつけて死亡した。
なお、十二月田とはオタク仲間ゆえに意気投合していた。
原作で幼児に危害を加える描写があるため全体的にストーリーが改変されており家族も原作より悪人になっている。
白川義雄（しらかわ よしお）
演：小林正寛
SP1の対象者。医師にして、由紀の夫かつ美咲の父。
基本的に妻のやる事は全て肯定もしくは無関心を決め込んでおり、義弟のタカヒコにも強くモノ申す事のできない小心者な性格で、完全に妻の尻に敷かれている。亜紀と由紀共々、タカヒコの作った爆弾により爆殺された。
白川亜紀（しらかわ あき）
演：小阪由佳
SP1の対象者。モデルにして、由紀とタカヒコの妹。DVD版特典映像で紹介されている設定によると、父・幸一郎と愛人の間に生まれ、虐待を交えた英才教育を受けずに育ったことにより、軽い性格となった。
基本的に家族の事には無関心で自身の仕事の事ばかりを気にしており、遺産相続の際に自分に分前がないと知るや激昂したり、遺産を手に入れるべく姉夫妻と共謀してタエの殺害を怨み屋に依頼しようとする等、由紀やタカヒコに劣らぬ独善ぶりや、酷薄さを兼ね揃えている。そのため、最後は義雄と由紀共々、タカヒコの作った爆弾により爆殺された。
佐藤和也（さとう かずや）
演：利重剛
SP2の依頼者。信用金庫に勤めるサラリーマン。
一年前に娘の詩織を交通事故で亡くしている。息子の信一は自分が運転していた車で「妹を殺してしまった」ことから心を閉ざし、妻の恵子はショックで混乱状態に陥ってしまった。その後、知人の紹介で占い師の轟花江に会い、花江は「前世の因縁」や「前世は人を殺している」等の言葉で恐怖を煽り、口車に載せ高額な霊石を買わせ、更にエスカレートして妻や息子が「聖福教」に入信してしまう。和也は信一や恵子を取り戻すために渋谷南警察署に相談するが、その時担当した警察官である森健二は「信教の自由は憲法に保障されている」や「民事不介入の原則がある」と言われ相手にされなかった。
轟が経営するパワーストーン販売や占いの店「ルチルクォーツ」に包丁を持ち乗り込むが、誤って客を怪我させてしまい傷害の現行犯で逮捕されてしまった。しかし怪我した客や店側から、示談にする代わりに「妻や息子に接近しないことを誓約します」という誓約書を提示され、これにサインし警察から釈放された。そして、絶望の中で現れた怨み屋に花江の社会的抹殺を依頼する。報酬は1,000万円。花江の社会的抹殺依頼遂行後、怨み屋から息子は信者仲間のリンチに遭い既に死亡している事や遺体は粉砕処理し肥料にされていたことを知り、聖福教の壊滅や聖福教教祖・桐生善道への社会的抹殺を追加依頼をする。報酬は1億円とテレビシリーズでは最高金額。
善道の社会的抹殺依頼遂行後、和也は怨み屋へ支払う報酬のため、勤務していた信用金庫の金を横領した罪で指名手配され翌日出頭した。なお二度目の報酬、一億円は脱退した聖福教信者の持っていた信者60万人のリストをライバル宗教団体集英教に売ることで作った。
轟花江（とどろき はなえ）
演：東てる美
SP2の対象者。53歳。売れっ子の占い師だが占いや霊視はインチキで、若い男と遊びまわっている強欲な淫乱女。「聖福教」の幹部。教団内での精霊名は「ルチルクォーツ」。「轟花江様にはすべてお見通しだ！」が決め台詞。
自身の淫乱な隠し撮り写真をフリージャーナリスト・渡辺誠から強請られ、「聖福教」と繋がりのある政治家や警察関係者の闇献金リストが入っていたUSBメモリーを渡したが、その後聖福教教祖・桐生にそのことを報告した。
数日後、東京ベイテレビの公開捜査番組が花江に事件真相の霊視を依頼する。渡辺の遺体の隠し場所である西新宿にある廃墟となったアパートに渡辺の遺品を置き、生放送中に霊視の演技をし渡辺の遺体を見つけ、一流の霊能者として名誉向上や更なる金儲けを目論む。しかし生放送当日に渡辺の遺品と遺体が、花江の名前が書いてあるパンツや花江の顔写真が張ってある人形とすり替わっていた。情報屋による電波ジャックにより、シュウが隠し撮りしたSMプレイ中の花江の姿や、「占いも霊視も全部嘘」「信者って書いて儲けるて読む」という花江の映像を流される。更に花江が車のトランクに渡辺の遺体を入れていたVTRを流されてしまい身柄を確保される。しかし、善道から花江を始末しろという命令を聖福教とつながりがある警察関係者の一人・高杉潔により自殺を装い殺害された模様。
桐生善道（きりゅう ぜんどう）
演：佐野史郎
SP2の対象者。54歳（作中で55歳になる）。「聖福教」教祖。教団内での精霊名は「サンストーン」。脱法ドラッグなども駆使して信者を拡大する悪徳宗教家である。多くの政財界や行政の大物に多額の賄賂や、女性信者からの性的奉仕などを行っていた。
実は怨み屋と同じ顔を持つ女・新城聖美の両親や兄を殺害した犯人であり、聖美の母親をレイプし聖美を産ませた父親でもあるが、55歳の誕生日に聖美と結婚しようと画策していた。聖美を誘拐した怨み屋（正体は怨み屋の身代わりになった聖美本人）を取引現場で斬り殺すが、その場にいた寄木により逮捕された。後日、怨み屋からの告発ビデオにて自身が殺したのが聖美であったことがわかると発狂し、取調室の鉄の柱に頭を打ち続け「誰か俺を殺してくれ!!」と叫んだ。
その後、100人を殺害し遺体を粉砕処理し肥料にしていたことが明るみに出て、起訴された。

### 依頼者と復讐の対象者（REBOOT）
戸蓑弥生（とみの やよい）
演：古村比呂
第1話の依頼者。未亡人。
娘のあやねの飛び降り自殺後、娘が書き残したノートからいじめがあったと確信したが、学校側がいじめを否定し、（傷害や恐喝の証拠がない限り立件出来ないため）警察への捜査を打ち切られた。納得がいかず真相解明を訴えるが、娘のクラスメイトの父兄から「子供が勉強に集中ができなくなるから迷惑」や「志望校に落ちたら責任取れ」と非難され、更に学校の体制や自分の立場を守る事のみに固執していた校長から「マスコミにいろいろと喋らないでください」と言い放たれ、絶望して自殺を図ろうとするが、怨み屋が現れ、「あなたが死んでも、相手は笑うだけ」「よく考えなさい」と言い自殺を留まった。後の調査結果報告によりいじめの首謀者・手塚の実質的殺害と娘をいじめ、自殺に追い込んだ中心人物である松村・紙田・赤坂の社会的抹殺を依頼する。報酬は1人500万円*4人分。
依頼遂行後、怨み屋から「奴隷となった女達（松村・紙田・赤坂）のビデオを定期的に送る」と勧められるが、3人の社会的抹殺を満足したかのように断った。
手塚伸之（てづか のぶゆき）
演：正名僕蔵
第1話の対象者。44歳。練馬区在住。通称「テッカ」。舎人川西中学校で教師をし、2年A組の担任をしているが、教師の仕事を嫌っており、校長先生に責められたことをイジメられたと被害妄想し、その腹いせに学校裏サイト・「トネ西イジメ部」を運営しイジメ部部長を名乗りイジメの首謀者をしている。また、怨み屋は「チサトは友達が自殺して責任を感じて相談してきた」と手塚に言っており、それに対して裏切り者（と思い込んでいた）のチサトのイジメ、殺害を試みるなど、手塚の人間性の無さがみられる。
部員が部長の正体を知らないことをいいことに怨み屋は彼の携帯電話を盗み、「手塚がマスコミにイジメ部をばらした」と嘘の密告をした。「空飛ぶ教師の写メコンテスト」というイジメの指令を出したことで逆に生徒達により学校の屋上から突き落とされ、頭を打ち死亡した。
松村時子、紙田鈴、赤坂チサト（まつむら ときこ、かみた すず、あかさか チサト）
演：峯崎亜里沙、増山加弥乃、守山玲愛
第1話の対象者。舎人川西中学校2年A組の生徒。松村がやや太めで口が悪く、紙田がツインテールの髪型で軽い口調、赤坂が小柄。あやねをイジメ、援助交際まで強要し、稼いだ金を巻き上げてそのことをイジメ部の掲示板に書き込み、自殺にまで追い込んだ中心人物。赤坂はあやねを「家に火をつけて母親を殺す」と脅したり、「いじめを止めたければ死ね」と罵っており3人の中でも鬼畜。
あやねが自殺しても罪悪感や後悔の念を一握も感じないばかりか、「せっかくの金づるだったのに」と死して尚も彼女に対して悪態を吐くなど、3人とも一欠片の人間らしさもない腐れ切ったクズである。中でも特に悪質だった赤坂は手始めに怨み屋の策により「赤坂がイジメ部をチクった裏切り者」というイジメ部の掲示板の嘘の情報により松村や紙田、2年A組の一部の生徒たちにより奴隷にされイジメに遭う。チクっていないと訴える赤坂を信じようとしない等互いに仲間意識も薄い（紙田と松村は「前からエラそうに命令していてムカついていた」と思っていたらしい）。
最後は「3人で30万円で援交する」という出会い系サイトの偽の情報に騙される（赤坂は2人によって強制的に連れていかれる）形で怨み屋の罠にかかって捕らえられ、怨み屋から、この先「奴隷として死ぬより辛い人生を送る」という運命を宣告され絶望し、口をテープで止められ声も上げられない状態のまま泣き叫びながら、闇の奴隷商売人男達に連れ攫われるという、自業自得としか言いようのない悲惨な結末を迎えた。
その後の消息は不明だが、怨み屋の発言によると3人共既にどこかで奴隷にされた模様。
興津和好（おきつ かずよし）
演：山本浩司
第2話の依頼者（対象者）。32歳。TYアドエージェンシーの営業マン。
以前は会計課に勤めていたが、苦手な営業の仕事に配属されたためやる気がなく、営業成績が悪く、他の社員からは「オケツ」呼ばわりされ陰口を言われている。
仕事ができ、営業成績トップの久里浜のことを逆怨みして怨み屋に依頼するが断られた。懲りずに大多喜商会に依頼し、久里浜を苦しめる事には成功したが、ゆすりに遭う（当初は50万円だったが、500万円を要求された）。今度は大多喜を抹殺するように怨み屋に依頼する（報酬は300万円）が、実際は久里浜からの依頼によるもので自身も対象者だった。巨大な穴に落とされて、そこに置かれていた大多喜達3人の遺棄死体を突きつけられ、警察に保護されたのち精神崩壊を起こした。
その後石田病院・精神科病棟に収容され、院内で星影の取材に答えている途中に暴れ、「あの女（怨み屋）、怨んでやる!」と叫んだ。
久里浜秀一（くりはま しゅういち）
演：野村修一
第2話の被害者であり依頼者。32歳。TYアドエージェンシー営業課主任。江東区在住。
優秀な営業マンだったが、興津の逆怨みによる依頼で大多喜達にバールで暴行を受け、更に大蛇・樋渡により妻の久美を輪姦されてしまい、彼女は心を病んでしまう。そのことで3人の実質的殺害と3人に依頼した人物（興津）に自分と同じ苦しみを与えることを依頼する。報酬額は不明。星影が城島の指示で親族のふりして病室で取材したときに、テレビで久里浜が怨みを持たれたかのように放送されたので怒りをぶつけた。
大多喜克彦、通称・大蛇、樋渡健一郎（おおたき かつひこ、通称・おろち、ひわたり けんいちろう）
演：中村有志、緋田康人、大堀こういち
第2話の対象者。大多喜は48歳。大蛇は42歳。樋渡は40歳。復讐代行業者・大多喜商会の3人組。大蛇はコードネームでありいつも事務所で上半身裸の女性の人形で遊んでいる。
興津の依頼で久里浜を襲い、更には妻を巻き込む等冷酷な性格である。怨み屋を射殺したと思ったが、防弾チョッキと血のりが入った風船で生存。樋渡は怨み屋のナイフを使った攻撃で左目を負傷。怨み屋の差し金のシュウと水科マキの策略により仲間割れを起こし、樋渡は大蛇に撃たれ倒れ、大蛇は自身を見限っていた大多喜に射殺される。大多喜はまだ生きていた樋渡によって薬物を注射され、はめられたことに気づき、樋渡は笑いながら息絶え大多喜も薬物により死亡した。3人の死体は廃工場に遺棄され、興津を社会的抹殺する為に利用された。
大蛇と樋渡は仲が悪いらしく、久里浜の妻を輪姦する際「俺が先だ!」と言い合い喧嘩になっていた。
武藤誠、早瀬アヤ（むとう まこと、はやせ アヤ）
演：鈴木浩介、矢沢心
第3話の依頼者。武藤は36歳。恋人同士。
武藤は高円寺にある人気のラーメン店を営んでいるが、木経薫による数々の営業妨害が原因で店の人気は急落してしまい、更には悪質な合成写真をネットに流された事で、婚約者である早瀬との関係も悪化してしまう。実は、それらは木経透子による武藤を自分のものにする計画によるものだった。木経姉弟の悪行とその目的を知ると、2人の社会的抹殺を依頼する事となる。
依頼遂行後最初に依頼した武藤誠と早瀬アヤは共同依頼者となった。
木経薫、木経透子（きつね かおる、きつね とうこ）
演：六角慎司、播田美保
第3話の対象者。薫は26歳。透子は10年前に大学を卒業したため30代前半と思われる。薫は当初は天祐寺剛太（てんゆうじ ごうた）と偽名を名乗っていて普段着ているジャケットにはニコちゃんマークのバッジをつけている。長野県出身で、実家は資産総額50億の資産家である。姉弟そろって被害妄想が激しく変態である。
薫は十二月田に散々振り回され、変人夫婦にからまれて仕返しにその夫婦の家を放火し、その罪を十二月田に押し付けるも逃げ延びた十二月田に再び振り回される。指をしゃぶる癖があり、十二月田が即効性の下剤をしみこませた手袋で握手した後に指をしゃぶったため、下痢になった（武藤の依頼）。透子は武藤に迫ったところを早瀬に真実を暴かれ、後に入ってきた薫と4人で言い合いになっているところで、透子は首相官邸放火予告の罪を着せられ、薫は変人夫婦の家を放火したことがばれ、警察に逮捕されるが、透子は連行されるパトカーの中でも勝手な妄想から警官に押し迫ろうとするなど、全く懲りた様子を見せていなかった。
なお、怨み屋達は木経姉弟を陥れるための一環として姉弟の近親相姦写真をでっち上げようとしていたが、その最中に実際に姉弟で性行している事が判明し、情報屋達を仰天させた。原作では後に恨み屋の強敵になっていくが実写版では一回限りの登場である。
五百旗安福、田丸、戸袋（いおき やすふく、たまる、とぶくろ）
演：黄川田将也、丸山敦史、坂東工
第4話の対象者。五百旗は暴力団「流星会」の傘下の闇金融会社「わくわくローン」の社長で田丸と戸袋は社員。五百旗はスーツを着ていて、田丸は3人の中では最年少でハーフパンツにサンダル姿、戸袋は長髪でタンクトップ姿で3人の中では粗暴な性格。アケニという1日で2割という違法金利で金を貸していた。
借金した迫田の連帯保証人の峰島に対して、田丸、戸袋が食堂にやってきてわざとゴキブリを入れるなどの嫌がらせをし、更には江里香の通う小学校に噂を流しいじめを煽った。保険金目当てで峰島夫婦を酸化水素自殺を装い殺害、江里香は重体で、達裕は遠征試合で外に出ていて難を逃れた。そのことでかつての峰島の知人だった情報屋の独自の調査で峰島の利き手により自殺を装った殺害であること突き止め、怨み屋への依頼により、怨み屋の差し金である情報屋や十二月田、峰島の知人らの策略で金を渡してしまい、情報屋にはめられたことに気づき激怒した挙句、金を流星会に払えなくなったことで流星会のリーダー・寺門の怒りを買い五百旗は日本刀で背中を刺され死亡した。田丸、戸袋も殺されたが殺害の描写はない。後に五百旗達3人を殺した寺門とその部下は逮捕された。
なお、五百旗は表では寺門に従っているが内心は自分をこき使う寺門に憤慨しており、いつか寺門を自身の前で跪かせようと考えていた。
関口真紀子（せきぐち まきこ）
演：李千鶴
第5話の依頼者。旅行会社「ホリデイプラス」に勤めるOL。2005年頃に弟のリョウを自殺で亡くしている。
青山にハメられた上、精神的に虐げられてしまい、会社での信用を失ってしまう。さらに自分が企画した大切な旅行プランを青山に盗まれたため、青山の社会的抹殺を依頼する。依頼遂行後に青山が幼少期に容姿を理由に劣悪な仕打ちを受けていた事を知ると、一時は殺害したい程に憎んでいた筈の彼女に同情の念を抱き、社会的抹殺を依頼したことを後悔する素振りさえも見せた。
青山ちはる（あおやま ちはる）
演：満島ひかり（幼少期：池田心雪）
第5話の対象者。22歳。旅行会社「ホリデイプラス」の新入社員。千葉県出身。
恵まれた容姿を利用して関口を貶めていたが、情報屋の調査で整形美人であることが判明。幼少期には両親から恵まれた容姿を持つ妹と比較され、差別的な扱いを受けていた。
整形手術に異常があると美容整形医を装った情報屋に騙され、再手術を受けるために老人ホーム経営者を装った怨み屋が会社に渡した契約金を関口のID社員証を利用し盗もうとする。しかし関口に問い詰められ全てを暴露しているところと整形美人であることを隠しカメラやビラを通して、同僚や上司達に知られてしまう。騙されたと激怒した同僚や上司から次々と投げかけられる罵声や糾弾を前に、過去のトラウマがフラッシュバックして、逃げようとするが、その最中に階段から転落した事で生じた負傷によって顔面崩壊を起こし、醜悪となった顔を同僚達に晒す羽目になった上、最後は通報を受けて駆けつけた警察に横領未遂の現行犯で逮捕。その際、自らの容姿も含み、全てを失ったショックにより精神が崩壊した事をうかがわせるかのような表情を浮かべながら連行された。
奈良崎保（ならさき たもつ）
演：山中崇（幼少期：大澤拓巳）
第6話の依頼者。27歳。
12歳の時の修学旅行中に久我山に両親と弟を殺されており、時効を喜び堂々とテレビで奈良崎遺族を侮辱する久我山に激怒して怨み屋に久我山の実質的殺害を依頼する。後に久我山とワイドショーで共演するが久我山の非道に怒りを爆発させ彼を殺そうとするも、その前に発狂した星影が久我山を殺害したため、果たせなかった。しかし、因果応報といえる無惨な死に様を迎えた久我山の遺体を前に溜飲が下がったかのように満足げな笑みを溢していた。
久里浜同様に依頼遂行後の描写はない。また、ワイドショー出演の際に懐に凶器（包丁）を隠し持っており、久我山と殴り合いに発展した際にそれを取り落とした事で、危うく久我山に殺されそうになったが、その後、彼も罪に問われたのかどうかは語られていない。
久我山学（くがやま まなぶ）
演：螢雪次朗
第6話の対象者。50歳。
性格は鬼畜そのもので、奈良崎の家族を殺したことを全く反省もせず時効を堂々と喜んでおり、テレビで殺人を反省しない態度に激怒したコメンテーターの福居に堂々と「刺すぞ」と人を脅すことができる狂気的な性格。更に背中には生首の絵の刺青があり、女を強姦して残忍な感想を述べており、悪趣味な狂人である。格差社会を激しく憎んでおり、自らを「社会の底辺でもがいてる人間」と称す。それ故仕事に成功している人間たち（本人曰く「勝ち組」）に怒りを向けた。殺人の理由はギャンブルで作った500万円の借金を返済するための金欲しさで、その上殺した相手や社会のせいと言う。「プラス思考で生き延びろ！」と自分の本を出版する。
実は星影静香の山梨の実家に侵入して強盗をし母親を強姦した真犯人でもある。
後に怨み屋の策略による手引で、奈良崎とワイドショーで共演し、そこでも奈良崎や自らが殺した奈良崎の家族に暴言を吐き、自らが強姦した星影の母親を「自殺は俺のせいじゃねえ、女が勝手に死んだ」と被害者のせいにしては「（強姦されながら）涙を流して喜んでいていい女だった」と残忍な感想を述べ嘲笑ったため、討論は破綻。殴り合いに発展するが、その最中に久我山が自身の母親を強姦した犯人である事に気づいて発狂した星影に背後から強襲され、そのままカメラの前でめった刺しにされる形で嬲り殺され、その凄惨な死に様を全国に放映されるという因果応報な末路を迎えた。原作にもほぼ同じ立ち位置の同一人物が登場する。
誤認取材の被害者
演：田山涼成
第6話の依頼者。本名の設定はない。
奈良崎の関係者。当時の城島から奈良崎一家を殺した犯人と疑われて散々付け回された結果、職も失い家族からも見放されたため城島の社会的抹殺を怨み屋に依頼した。

### その他
新城 聖美（しんじょう きよみ）
演：木下あゆ美（TV1〜SP2）
恵港会精神医療センターに入院していた怨み屋と瓜二つの女性。24歳。幼少期に目の前で両親と兄を男（桐生）に斧で惨殺され、そのショックで記憶を失っていた。
恵港会精神医療センターに収容されたまま15年の歳月が流れ、桐生の55歳の誕生日に結婚させられそうになるが、当日怨み屋と入れ替わり桐生に殺害された。後日、怨み屋から寄木警部宛にビデオテープが届けられ、寄木警部は桐生と共にそのビデオを見た。ビデオテープを再生すると聖美が映り、2年前に桐生から「お前は私の娘だ」と告げられたこと、実は母が桐生にレイプされて生まれた子供が聖美であること、桐生が聖美を手に入れるために一家を惨殺したと知ったこと、さらに桐生と結婚させられることに決まり、自殺しようと考えていたところに怨み屋が現れ、自ら硫酸を浴びて怨み屋と同じ顔に整形して殺害される日を待ち望んでいたと話し、最後には桐生に向けて「殺してくれて、ありがとう…」と締めくくった。
おばちゃん
演：小野敦子（REBOOT）
新大久保のホキマ情報研究所と同じビルにある「ザ・ガレージショップ」という雑貨屋の店主。出不精の情報屋（2代目）の買い物の代行もしている。地階のホキマ情報研究所とはパイプが通っており、会話を行なったり、商品を渡す（落とす）ことができるようになっている。
大橋 未歩（おおはし みほ）
演：大橋未歩（REBOOT）
NEWS24のキャスター。オープニングにてその回に起こる事件の概要や社会背景（後編では前編のあらすじ）をニュース風に読み上げる。
須黒清華
REBOOT第10話、ドラマ内ニュースのお天気お姉さん役を本人名で須黒清華アナが出演。
※台詞は無いものの入社3ヶ月の狩野恵里アナウンサーがキャスターとして第2話、3話に出演している。

## サブタイトル
（）内は演者。△は社会的抹殺、もしくは殺害はされなかった対象者及び怨み屋以外により社会的抹殺もしくは殺害されなかったその他のゲスト。×は実質的殺害された対象者及び怨み屋以外により殺害されたその他のゲスト。

### 怨み屋本舗
| #  | 放送日    | サブタイトル         | 被害者                   | 依頼者                                      | 対象者                                                                | その他のゲスト |
| -- | --------- | -------------------- | ------------------------ | ------------------------------------------- | --------------------------------------------------------------------- | --- |
| 1  | 2006/7/14 | 怨みの方程式         | 伊藤の娘                 | 伊藤（笹野高史）                            | 味山雄大（うじきつよし）△                                             | 御法川慶太（市川しんぺー）× 志賀伸葵、志賀聡子（味山の二番目の妻の両親）×                                           |
| 2  | 2006/7/21 | 失わない男           | 明美（池田実香）         | 明美（池田実香）                            | 三郷一郎（海老澤健次）△                                               | 近藤集（松重豊） マネージャー（佐藤竜之介） 薬物密売の少年△ 近藤の部下                                              |
| 3  | 2006/7/28 | イヤな女             | 松沢恵美子（渡瀬美遊）   | 松沢恵美子（渡瀬美遊）                      | 佐知代（片桐はいり）△                                                 | 松沢直也（山崎潤） 主婦（川俣しのぶ） 主婦（真下有紀） ゲイ（TAJIRI）                                               |
| 3  | 2006/7/28 | イヤな女             | 杉河里奈（葵）           | 杉河里奈（葵）                              | 杉河正志（廣川三憲）△                                                 | 松沢直也（山崎潤） 主婦（川俣しのぶ） 主婦（真下有紀） ゲイ（TAJIRI）                                               |
| 4  | 2006/8/4  | 十代の暴走           | 佐倉杏子（不二子）       | 佐倉真治（松田悟志）                        | 竹内コウ（落合扶樹）× 大石ハルオ（黒木啓嗣）× 松本ヒデオ（宮田直樹）× | |
| 5  | 2006/8/11 | ストーカーvs十二月田 | 漆原正太郎（黒田勇樹）   | 漆原正太郎（黒田勇樹）                      | 下北リカコ（小林きな子）△                                             | 青山美香（花澤香菜） オーロラ姫（早美あい） リカコの上司（小島康志） 女子高生（坂本りおん）                         |
| 6  | 2006/8/18 | 女郎蜘蛛             | ミユキの夫（国枝量平）   | 南条ミユキ（鈴木砂羽）×                     | 田之島アキラ（浅野和之）△                                             | ミユキの友達（高木潤子）                                                                                            |
| 7  | 2006/8/25 | 踏み台人生           | 赤沼真介（中村圭太）     | 榊原美帆（鈴木蘭々）                        | 赤沼道子／旧姓：久我山（秋桜子）△ 室田久夫（三浦誠己）△               | |
| 8  | 2006/9/1  | ハートキャッチャー   | 五反野進（柄本佑）       | 五反野進（柄本佑）                          | 大野弥生（大谷允保）△                                                 | 広瀬雅隆（木村公一）△ 鈴木重人（江嵜大兄）△ 松岡英輝（黒田耕平）△                                                   |
| 9  | 2006/9/8  | 怨念のレベル         | 青山美香（花澤香菜）     | 青山智彦（下條アトム） 青山映子（渡辺典子） | 長谷矢透（堀部圭亮）× 長谷矢稔（上田耕一）△                           | 泉田医師（ノゾエ征爾）× 中沢看護師（小野まりえ） さつき（時任歩）                                                   |
| 10 | 2006/9/15 | 過去を喰う男         | 喜世子の夫（太田浩介）   | 内藤喜世子（宮崎ますみ）                    | 竜ヶ崎寅男（不破万作）×                                               | 内藤ちひろ（桑名里瑛） 婦人警官（池野浩子）                                                                         |
| 11 | 2006/9/22 | 特権階級             | 吉村珠子（花原照子）     | 吉村順蔵（左右田一平）                      | 権藤徳男（寺田農）△                                                   | 宮野警視正（池内万作）× 田沼警視（小嶋尚樹）× 高森はづき（夏生ゆうな）× 漆原正太郎（黒田勇樹） 根本晴子（今本洋子） |
| 12 | 2006/9/29 | 怨み屋の正体         | 野田修一（マイク・ハン） | 野田文枝（原知佐子）                        | 寄木聡（きたろう）△（DVD版の『スペシャルI』では×）                    | |
| #  | 放送日    | サブタイトル         | 被害者                   | 依頼者                                      | 対象者                                                                | その他のゲスト |

### スペシャル・スペシャル2
| #           | 放送日   | サブタイトル                    | 被害者                 | 依頼者                 | 対象者                                                              | その他のゲスト | 視聴率 |
| ----------- | -------- | ------------------------------- | ---------------------- | ---------------------- | ------------------------------------------------------------------- | --- | ------ |
| スペシャル  | 2008/1/6 | 家族の闇 モンスター・ファミリー | 坂下拓実（高木涼生）   | 坂下守（吹越満）       | 坂下ミドリ（馬渕英俚可）× 大久保ユウヤ（相葉弘樹）△                 | 白川タエ（島かおり） | 9.7%   |
| スペシャル  | 2008/1/6 | 家族の闇 モンスター・ファミリー | 白川幸一郎（山田一善） | 白川由紀（三浦理恵子） | 白川タカヒコ（竹山隆範）×                                           | 白川タエ（島かおり） | 9.7%   |
| スペシャル  | 2008/1/6 | 家族の闇 モンスター・ファミリー | 白川美咲（美山加恋）   | 白川美咲（美山加恋）   | 白川由紀（三浦理恵子）× 白川亜紀（小阪由佳）× 白川義雄（小林正寛）× | 白川タエ（島かおり） | 9.7%   |
| スペシャル2 | 2009/1/7 | マインドコントロールの罠        | 佐藤恵子（山下容莉枝） | 佐藤和也（利重剛）     | 轟花江（東てる美）△                                                 | アイスクリスタル（江波戸ミロ）× ミサ（山本ひかる） 佐藤詩織（飯田里穂） 高杉潔（柳憂怜）× 薬師寺昇（竜雷太） 森健二（滝藤賢一） 渡辺誠（野中隆光）× 篠原彩（森下千里）× 門脇翔太（久野雅弘）× 乱一世（乱一世） 坂本三佳（坂本三佳） 石原壮一郎（石原壮一郎） レポーター（はなわ） ホームレス（飯田孝男） 週刊スコープ編集長（松澤一之） 恵港会精神医療センター職員（芦川誠） 信者（原紗央莉）△ ニュースキャスター（赤平大） | 7.6%   |
| スペシャル2 | 2009/1/7 | マインドコントロールの罠        | 佐藤信一（佐藤貴広）   | 佐藤和也（利重剛）     | 桐生善道（佐野史郎）△                                               | アイスクリスタル（江波戸ミロ）× ミサ（山本ひかる） 佐藤詩織（飯田里穂） 高杉潔（柳憂怜）× 薬師寺昇（竜雷太） 森健二（滝藤賢一） 渡辺誠（野中隆光）× 篠原彩（森下千里）× 門脇翔太（久野雅弘）× 乱一世（乱一世） 坂本三佳（坂本三佳） 石原壮一郎（石原壮一郎） レポーター（はなわ） ホームレス（飯田孝男） 週刊スコープ編集長（松澤一之） 恵港会精神医療センター職員（芦川誠） 信者（原紗央莉）△ ニュースキャスター（赤平大） | 7.6%   |
| #           | 放送日   | サブタイトル                    | 被害者                 | 依頼者                 | 対象者                                                              | その他のゲスト | 視聴率 |

### 怨み屋本舗 REBOOT
平均視聴率3.9%
| #  | 放送日    | サブタイトル             | 被害者                                                                                                  | 依頼者                                                                                                  | 対象者                                                                                                  | その他のゲスト |
| -- | --------- | ------------------------ | --- | --- | --- | --- |
| 0  | 2009/7/3  | 歪められた正義           | 怨み屋本舗 REBOOTの特集放送 （スペシャル2の後日談と、今作や過去のドラマで登場する人物の経歴などを紹介） | 怨み屋本舗 REBOOTの特集放送 （スペシャル2の後日談と、今作や過去のドラマで登場する人物の経歴などを紹介） | 怨み屋本舗 REBOOTの特集放送 （スペシャル2の後日談と、今作や過去のドラマで登場する人物の経歴などを紹介） | 警察幹部（金井敏英） 警察幹部（芳賀徹郎） 警察幹部（野口雅弘） |
| 1  | 2009/7/10 | 教室の悪魔（前編）       | 戸蓑あやね（斉藤はるか）                                                                                | 戸蓑弥生（古村比呂）                                                                                    | 手塚伸之（正名僕蔵）× 松村時子（峯崎亜里沙）△ 紙田鈴（増山加弥乃）△ 赤坂チサト（守山玲愛）△             | 校長（諏訪太朗）△ キャスター（小島秀公） 戸蓑自殺の目撃者（三城晃子） 2年A組の生徒△ |
| 2  | 2009/7/17 | 教室の悪魔（後編）       | 戸蓑あやね（斉藤はるか）                                                                                | 戸蓑弥生（古村比呂）                                                                                    | 手塚伸之（正名僕蔵）× 松村時子（峯崎亜里沙）△ 紙田鈴（増山加弥乃）△ 赤坂チサト（守山玲愛）△             | 校長（諏訪太朗）△ キャスター（小島秀公） 戸蓑自殺の目撃者（三城晃子） 2年A組の生徒△ |
| 3  | 2009/7/24 | もう一人の復讐者（前編） | [ 注 84 ]                                                                                               | 興津和好（山本浩司）                                                                                    | 久里浜秀一（野村修一）△                                                                                 | 山岸聡（団時朗）△ 合田佳恵（池永亜美） 杉下明美（安室満樹子） |
| 3  | 2009/7/24 | もう一人の復讐者（前編） | [ 注 84 ]                                                                                               | 興津和好（山本浩司）                                                                                    | 大多喜克彦（中村有志）× 大蛇（緋田康人）× 樋渡健一郎（大堀こういち）×                                   | 山岸聡（団時朗）△ 合田佳恵（池永亜美） 杉下明美（安室満樹子） |
| 4  | 2009/7/31 | もう一人の復讐者（後編） | 久里浜久美（天彩音のん）                                                                                | 興津和好（山本浩司） 久里浜秀一（野村修一）                                                             | | 山岸聡（団時朗）△ 合田佳恵（池永亜美） 杉下明美（安室満樹子） |
| 4  | 2009/7/31 | もう一人の復讐者（後編） | 久里浜久美（天彩音のん）                                                                                | 興津和好（山本浩司） 久里浜秀一（野村修一）                                                             | 興津和好（山本浩司）△                                                                                   | 山岸聡（団時朗）△ 合田佳恵（池永亜美） 杉下明美（安室満樹子） |
| 5  | 2009/8/7  | 地獄の姉弟（前編）       | 武藤誠（鈴木浩介）                                                                                      | 武藤誠（鈴木浩介）                                                                                      | 木経薫（六角慎司）△ 木経透子（播田美保）△                                                               | 十二月田のオタク仲間 武藤製麺所店員（石井智也） ストロベリー（金沢美波）△ ストロベリーの彼氏（つぶやきシロー）△                                                                                          |
| 6  | 2009/8/14 | 地獄の姉弟（後編）       | 武藤誠（鈴木浩介）                                                                                      | 早瀬アヤ（矢沢心）                                                                                      | 木経薫（六角慎司）△ 木経透子（播田美保）△                                                               | 十二月田のオタク仲間 武藤製麺所店員（石井智也） ストロベリー（金沢美波）△ ストロベリーの彼氏（つぶやきシロー）△                                                                                          |
| 7  | 2009/8/21 | 苦いタバコ（前編）       | 峰島隆裕（黒沢年雄） 峰島春江（桜木ひろ子） 峰島達裕（兼子舜） 峰島江里香（夏川桃菜）                   | 情報屋（加藤雅也）                                                                                      | 五百旗安福（黄川田将也）× 田丸（丸山敦史）× 戸袋（坂東工）×                                             | 迫田巌（田口主将） 寺門（島津健太郎）△ 寺門の部下△ アダルトショップの客（イジリー岡田） |
| 8  | 2009/8/28 | 苦いタバコ（後編）       | 峰島隆裕（黒沢年雄） 峰島春江（桜木ひろ子） 峰島達裕（兼子舜） 峰島江里香（夏川桃菜）                   | 情報屋（加藤雅也）                                                                                      | 五百旗安福（黄川田将也）× 田丸（丸山敦史）× 戸袋（坂東工）×                                             | 迫田巌（田口主将） 寺門（島津健太郎）△ 寺門の部下△ アダルトショップの客（イジリー岡田） |
| 9  | 2009/9/4  | 愛され上手（前編）       | 関口真紀子（李千鶴）                                                                                    | 関口真紀子（李千鶴）                                                                                    | 青山ちはる（満島ひかり／幼少期：池田心雪）△                                                             | 太田信彦（井田國彦） 松島弘樹（宮崎吐夢） 林正義（宮成竜二） 武田光（田中周貴） マキハラ主任（白石タダシ） 関口リョウ（大和田健介） お天気お姉さん（須黒清華） 桜井院長（仁木啓介） 星影和夫（並樹史朗） |
| 10 | 2009/9/11 | 愛され上手（後編）       | 関口真紀子（李千鶴）                                                                                    | 関口真紀子（李千鶴）                                                                                    | 青山ちはる（満島ひかり／幼少期：池田心雪）△                                                             | 太田信彦（井田國彦） 松島弘樹（宮崎吐夢） 林正義（宮成竜二） 武田光（田中周貴） マキハラ主任（白石タダシ） 関口リョウ（大和田健介） お天気お姉さん（須黒清華） 桜井院長（仁木啓介） 星影和夫（並樹史朗） |
| 11 | 2009/9/18 | 心の闇（前編）           | 奈良崎宏（森川数間） 奈良崎聡子（水野真由美） 奈良崎優（渕辺湊雅）                                      | 奈良崎保（山中崇／幼少期：大澤拓巳）                                                                    | 久我山学（螢雪次朗）×                                                                                   | 斉藤一也（斉藤一也） 前田海嘉（前田海嘉） 福居健一郎（加藤満） キャスター（増田和也） 佐藤充宏（佐藤充宏）                                                                                               |
| 12 | 2009/9/25 | 心の闇（後編）           | 誤認取材の被害者（田山涼成）                                                                            | 誤認取材の被害者（田山涼成）                                                                            | 城島進一（田中哲司）△                                                                                   | 斉藤一也（斉藤一也） 前田海嘉（前田海嘉） 福居健一郎（加藤満） キャスター（増田和也） 佐藤充宏（佐藤充宏）                                                                                               |
| #  | 放送日    | サブタイトル             | 被害者                                                                                                  | 依頼者                                                                                                  | 対象者                                                                                                  | その他のゲスト |

## スタッフ
- 原作：栗原正尚
- 脚本：川嶋澄乃
- 監督：仁木啓介
- 音楽：五十嵐由美、P.P.M
- 編集：IMAGICA
- 制作：「怨み屋本舗」製作委員会（テレビ東京、テレビマンユニオン）

- REBOOTスタッフ
  - プロデューサー：岡部紳二・森田昇、仁木啓介・千葉昭人
  - 脚本・監督：仁木啓介（第1話）、本田隆一（第2話）、石井永二（第3話〔監督〕）、佐野達也（第4話）、黒田由布子（第5話）、森田昇（第6話〔監督〕）、川嶋澄乃（第3・6話〔脚本〕）

## 主題歌・挿入歌
怨み屋本舗
オープニングテーマ：mihimaru GT 「いつまでも響くこのmelody」
エンディングテーマ：SeanNorth 「final your song」
怨み屋本舗 家族の闇 モンスター・ファミリー
挿入歌：GARI　「RHYMERACER」「After Glow」
エンディングテーマ：SunMin 「Another wish」
怨み屋本舗 マインドコントロールの罠
エンディングテーマ：たむらぱん 「ライ・クア・バード」
怨み屋本舗 REBOOT
オープニングテーマ：鴉 「夢」
エンディングテーマ：ウニョン 「放熱ララバイ」

## ネット局
「怨み屋本舗」「怨み屋本舗 REBOOT」のいずれも
上記以外にもテレビ東京系列の置局のない県における番販ネット局が存在する。